# Попрусаново
Попруса́ново (болг. Попрусаново) — село в Силістринській області Болгарії. Входить до складу общини Кайнарджа.

## Населення
За даними перепису населення 2011 року у селі проживали 28 осіб.
Національний склад населення села:
| Національність   | Кількість осіб | Відсоток |
| ---------------- | -------------- | -------- |
| болгари          | 18             | 66,7%    |
| турки            | 9              | 33,3%    |
| цигани           | 0              | 0%       |
| інша             | 0              | 0%       |
| не визначились   | 0              | 0%       |
| Всього відповіли | 27             |          |

Розподіл населення за віком у 2011 році:
Динаміка населення: